# Арсен Липен
Арсен Липен (фр. Arsène Lupin) је измишљени лик ког је створио Морис Леблан. Прва колекција прича о Арсену Липену издата је 10. јуна 1907. Липен се често описује као криминални пандан Шерлоку Холмсу, често сусрећући „Херлока Шолмса” у његовим сопственим пустоловинама.
Лик се такође појавио у бројним књигама других писаца, као и у бројним филмским, позоришним, стрипским и телевизијским адаптацијама. Главни је лик серије Липен коју приказује Netflix.